# HABA
Habermaaß (abbreviata in HABA) è una casa editrice tedesca di giochi per neonati e bambini, giocattoli in legno e giochi da tavolo con sede a Bad Rodach in Baviera, fondata nel 1938.
La società offre una vasta selezione di prodotti: giocattoli di legno e tessili, arredi per la casa e accessori per neonati e bambini. Oggi è una tranquilla azienda a conduzione familiare, sotto la guida del manager Klaus Habermaaß e dell'amministratore delegato Harald Grosch.

## Giochi pubblicati
Pubblica una vasta gamma di giochi da tavolo pensati e prodotti per bambini molto piccoli, noti per la loro qualità.

## Premi e riconoscimenti
Tra i riconoscimenti più prestigiosi vinti da HABA ci sono il Kinderspiel des Jahres ("Miglior Gioco per bambini dell'anno") e il Deutscher Kinderspiele Preis ("Premio tedesco per i giochi per bambini").

### Kinderspiel des Jahres
Il prestigioso premio Kinderspiel des Jahres è stato vinto con:
- 1993 - Ringel-Rangel, di Geni Wyss;
- 1995 - Karambolage, di Heinz Meister;
- 1997 - Leinen los!, di Alex Randolph;
- 1999 - Kayanak, di Peter-Paul Joopen;
- 2001 - Klondike, di Stefanie Rohner e Christian Wolf;
- 2006 - Il pirata nero (Der schwarze Pirat), di Guido Hoffmann;
- 2010 - Prendi la mira, Diego! (Diego Drachenzahn), di Manfred Ludwig;
- 2018 - Il Tesoro sfavillante (Funkelschatz), di Lena Burkhardt e Günter Burkhardt;
- 2019 - La valle dei Vichinghi (Tal der Wikinger), di Wilfried Fort e Marie Fort;

### Deutscher Kinderspiele Preis
Il premio Deutscher Kinderspiele Preis è stato vinto con:
- 1999 - Kayanak, di Peter-Paul Joopen;
- 2000 - Piero il Pirata (Piraten-Pitt), di Wolfgang Kramer;
- 2002 - Höchst verdächtig, di Manfred Ludwig;
- 2003 - Alla scuola dei fantasmi (Schloss Schlotterstein), di Kai Haferkamp e Markus Nikisch;
- 2005 - Akaba, di Guido Hoffmann;
- 2014 - Draghi lingua di fuoco (Feuerdrachen) di Carlo Emanuele Lanzavecchia;

### Golden Geek Best Children's Board Game
Il premio Golden Geek Best Children's Board Game è stato vinto con:
- 2011 - Torre di animali: la grande avventura (Tier auf Tier: Das große Abenteuer) di Klaus Miltenberger;

### As d'Or - Jeu de l'année Enfant
Il premio As d'Or - Jeu de l'année Enfant è stato vinto con:
- 2008 - Cavalieri del castello (Burg-Ritter), di Christian Tiggemann;
- 2012 - Giganano (Zwerg Riese), di Marco Teubner;
- 2017 - Il cuculo cerca nido (Zum Kuckuck!), di Josep M. Allué, Víktor Bautista i Roca;